# Vollenhovia cristata
Vollenhovia cristata är en myrart som först beskrevs av Hermann Stitz 1938.  Vollenhovia cristata ingår i släktet Vollenhovia och familjen myror. Inga underarter finns listade i Catalogue of Life.